# Дендрідж (Теннессі)
Дендрідж (англ. Dandridge) — місто (англ. town) в США, Адміністративний центр округу Джефферсон штату Теннессі. Населення — 3344 особи (2020).

## Географія
Дендрідж розташований за координатами 36°1′48″ пн. ш. 83°25′47″ зх. д. / 36.03000° пн. ш. 83.42972° зх. д. (36.030124, -83.429831).  За даними Бюро перепису населення США в 2010 році місто мало площу 16,62 км², з яких 15,25 км² — суходіл та 1,36 км² — водойми.

## Демографія
Згідно з переписом 2010 року, у місті мешкало 2812 осіб у 987 домогосподарствах у складі 659 родин. Густота населення становила 169 осіб/км².  Було 1200 помешкань (72/км²).
Расовий склад населення:
| - 93,2 % — білих - 4,3 % — чорних або афроамериканців - 0,6 % — азіатів - 0,2 % — корінних американців |

До двох чи більше рас належало 0,9 %. Частка іспаномовних становила 1,5 % від усіх жителів.
За віковим діапазоном населення розподілялося таким чином: 21,8 % — особи молодші 18 років, 58,6 % — особи у віці 18—64 років, 19,6 % — особи у віці 65 років та старші. Медіана віку мешканця становила 40,4 року. На 100 осіб жіночої статі у місті припадало 101,6 чоловіків;  на 100 жінок у віці від 18 років та старших — 94,5 чоловіків також старших 18 років.
Середній дохід на одне домашнє господарство  становив 62 055 доларів США (медіана — 46 750), а середній дохід на одну сім'ю — 68 272 долари (медіана — 58 787). Медіана доходів становила 47 063 долари для чоловіків та 33 864 долари для жінок. За межею бідності перебувало 14,0 % осіб, у тому числі 12,6 % дітей у віці до 18 років та 11,3 % осіб у віці 65 років та старших.
Цивільне працевлаштоване населення становило 920 осіб. Основні галузі зайнятості: роздрібна торгівля — 13,9 %, освіта, охорона здоров'я та соціальна допомога — 13,3 %, транспорт — 12,5 %, мистецтво, розваги та відпочинок — 12,2 %.